# Cyrtandra subsphaerocarpa
Cyrtandra subsphaerocarpa är en tvåhjärtbladig växtart som beskrevs av Brian Laurence Burtt. Cyrtandra subsphaerocarpa ingår i släktet Cyrtandra och familjen Gesneriaceae. Inga underarter finns listade i Catalogue of Life.